# 英国法释义

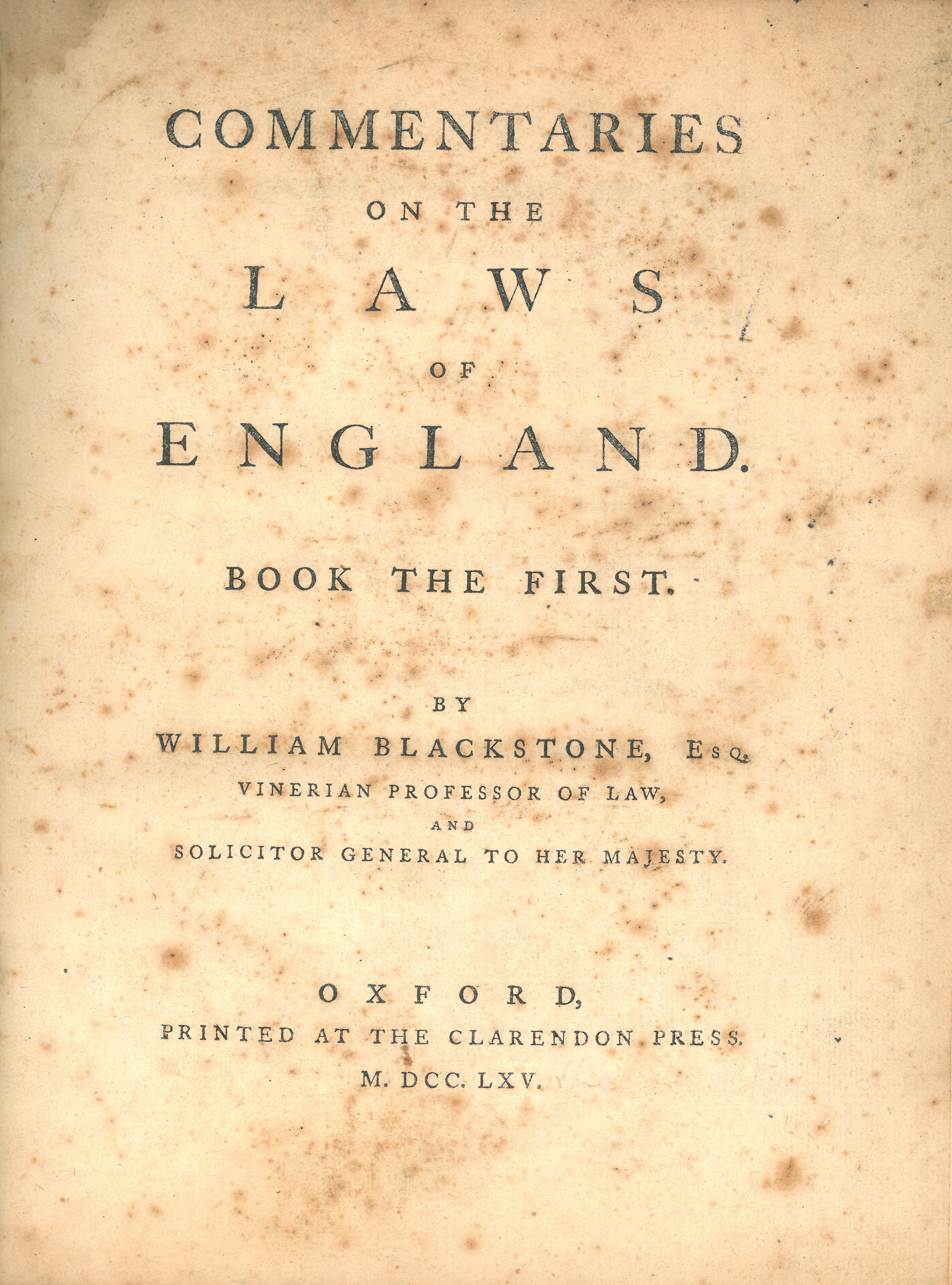
《英国法释义》初版扉页

《英国法释义》（英語：Commentaries on the Laws of England），又译《英格兰法释义》，英国法学家威廉·布莱克斯通所著书籍，系统论述18世纪中叶英格兰法律，于1765年至1770年陆续出版。

## 内容
该书共四卷：
- 第一卷：关于国家组织和家庭关系的规范；
- 第二卷：关于动产和不动产；
- 第三卷：诉讼程序；
- 第四卷：关于犯罪和刑罚。

## 中文译本
2006年9月，上海人民出版社出版《英国法释义（第一卷）》，译者为游云庭和缪苗。2023年5月，商务印书馆再版。
2023年11月，商务印书馆出版《英国法释义（第二卷）》，译者为梅益峰。